# Monestir de Joncels
L'Abadia de Joncels fou un establiment religiós d'Occitània. El monestir principal ja existia abans del regnat de Pipí el Breu però la data de la seva fundació és desconeguda. Hauria estat destruït pels musulmans vers 720/725 i Pipí el va restaurar. Inicialment fou conegut com a monestir de Sant Pere de Lunas per agafar després el nom de Joncels. És esmentada al catàleg elaborat a la Dieta d'Aquisgrà (817) i en una carta de Pipí II d'Aquitània del 851. Estava situada a la zona muntanyosa al nord de la diòcesi de Besiers prop de la frontera amb el Roergue i la diòcesi de Lodeva, a menys de 10 km al nord-oest de Lodeva i més de 30 al nord de Besiers.